# John de Vere, XIII conde de Oxford
John de Vere, XIII conde de Oxford (8 de septiembre de 1442 – 10 de marzo de 1513) fue uno de los principales líderes militares de la Casa de Lancaster durante la Guerra de las Dos Rosas.
A comienzos del  reinado de Eduardo IV, su padre, el XII conde, y su hermano mayor fueron ejecutados por conspirar contra el rey (1462). No obstante, Eduardo intentaba una política de conciliación con las familias afines a la Casa de Lancaster, y a de Vere se le permitió conservar los títulos y los territorios de su padre. Asimismo, se le permitió asumir el papel tradicional de su familia como Lord High Chamberlain, ejerciendo tal prerrogativa en la coronación de la mujer de Eduardo, Isabel Woodville, como reina consorte en 1465. Hacia esa misma fecha, se casó con Margaret Neville, hija de Alice Montagu, condesa de Salisbury, y hermana de Ricardo Neville, conde de Warwick.
En 1468, Oxford fue capturado en una conspiración contra el rey. Pasó un breve período en la Torre de Londres, pero fue liberado y perdonado a principios de 1469. Seguramente evitó la ejecución gracias a la influencia de su cuñado. Muy probablemente Oxford estaba fuertemente implicado en los planes de Warwick contra Eduardo en 1469 y 1470. En este último año se unió a la corte de Margarita de Anjou en el exilio en Francia. Dada su posición de líder de una familia fiel a la Casa de Lancaster y como cuñado de Warwick, Oxford negoció el paso de Warwick al bando de los Lancaster. Regresó a Inglaterra cuando Enrique VI recuperó el trono en 1470. Oxford fue nombrado Condestable de Inglaterra.
Fue uno de los líderes de la Casa de Lancaster en la Batalla de Barnet (1471). Tras su derrota, y la muerte de Warwick, huyó de nuevo, esta vez a Escocia y luego a Francia. Con una pequeña ayuda de Luis XI de Francia, se dedicó a la piratería contra barcos ingleses y ocasionalmente a incursiones en la costa. Entonces se produjo el incidente más misterioso de su carrera. En 1473 alcanzó St Michael's Mount, una pequeña isla rocosa en la costa de Cornualles. Sus motivos no están claros. La hipótesis más probable es que se tratase del preludio de una invasión de Inglaterra con la intención de deponer al rey Eduardo y colocar a su hermano, Jorge, Duque de Clarence, en el trono. No obstante, no se produjo invasión alguna ni llegaron tropas en su ayuda, y a principios de 1474 se rindió. Oxford fue encarcelado en la fortaleza de Hammes, cerca de Calais.
Tres años más tarde, Oxford saltó sobre las murallas de Hammes al foso. Se desconoce si pretendía escapar o suicidarse, si bien no consiguió ninguna de las dos cosas. Siguió encarcelado allí hasta 1484, cuando persuadió al capitán de Hammes, Sir James Blount, de que escapase con él a la corte en el exilio de Enrique Tudor (más tarde Enrique VII de Inglaterra). Se dice que Enrique fue "cautivado por una increíble dicha" ante este hecho. Dado que era con diferencia el líder militar afín a la Casa de Lancaster más experimentado, Oxford fue el jefe real en la Batalla de Bosworth, si bien Enrique estaba teóricamente al mando. Para celebrar la victoria Tudor en Bosworth, Oxford encargó la construcción de la iglesia de San Pedro y San Pablo en Lavenham.
A Oxford le fueron devueltos entonces sus títulos y territorios, y fue asimismo nombrado Lord High Admiral y condestable de la Torre de Londres. Pero sus días de lucha continuaron. Dos pretendientes yorkistas invadieron Inglaterra en los primeros años del reinado de Enrique. Oxford lideró la vanguardia en la Batalla de Stoke (la única parte del ejército real que se vio obligada a combatir), y durante la Rebelión de Cornualles de 1497 fue comandante en jefe en la Batalla de Blackheath.
Su sobrino John le sucedió en el título de conde de Oxford.
| Predecesor: John de Vere, 12º Conde de Oxford | Conde de Oxford 1462 – 1475, 1485 - 1513 | Sucesor: John de Vere, 14º Conde de Oxford |
| Predecesor: John Howard, I duque de Norfolk   | Lord High Admiral 1485 – 1513            | Sucesor: Sir Edward Howard                 |

- Datos: Q1332495